# Горенє Доле (Кршко)
Горенє Доле (словен. Gorenje Dole) — поселення в общині Кршко, Споднєпосавський регіон, Словенія. Висота над рівнем моря: 321,9 м.